# Tsetserleg (distrikt i Mongoliet, Archangaj, lat 48,88, long 101,24)
Tsetserleg (mongoliska: Цэцэрлэг Сум, Цэцэрлэг) är ett distrikt i Mongoliet.   Det ligger i provinsen Archangaj, i den centrala delen av landet, 400 km väster om huvudstaden Ulaanbaatar.